# Алексія Дешом-Баллере
Алексія Дешом-Баллере (фр. Alexia Dechaume-Balleret; нар. 3 травня 1970) — колишня професійна французька тенісистка. 
Досягла трьох фіналів туру WTA. 
Найвищу одиночну позицію рейтингу WTA — 46 місце досягнула 17 серпня 1992 року.

## Фінали Туру WTA

### Одиночний розряд 3 (0–3)
| Легенда           |   |
| Grand Slam        | 0 |
| WTA Championships | 0 |
| Tier I            | 0 |
| Tier II           | 0 |
| Tier III          | 0 |
| Tier IV & V       | 0 |

| Результат | Ранг | Дата           | Турнір                    | Покриття | Опонент                 | Рахунок       |
| --------- | ---- | -------------- | ------------------------- | -------- | ----------------------- | ------------- |
| Поразка   | 1.   | 6 травня 1990  | Таранто, Італія           | Ґрунт    | Раффаелла Реджі         | 6–3, 0–6, 2–6 |
| Поразка   | 2.   | 25 серпня 1991 | Скенектаді, New York, USA | Тверде   | Бренда Шульц-Маккарті   | 6–7, 2–6      |
| Поразка   | 3.   | 18 травня 1997 | Cardiff, Wales            | Ґрунт    | Вірхінія Руано Паскуаль | 1–6, 6–3, 2–6 |

### Парний розряд 11 (6–5)
| Легенда           |   |
| Grand Slam        | 0 |
| WTA Championships | 0 |
| Tier I            | 0 |
| Tier II           | 0 |
| Tier III          | 1 |
| Tier IV & V       | 5 |

| Титули за покриттям |   |
| Тверде              | 2 |
| Ґрунт               | 4 |
| Трава               | 0 |
| Килим               | 0 |

| Результат | Ранг | Дата            | Турнір                                    | Покриття | Партнер          | Опоненти                          | Рахунок       |
| --------- | ---- | --------------- | ----------------------------------------- | -------- | ---------------- | --------------------------------- | ------------- |
| Перемога  | 1.   | 25 вересня 1988 | Paris, Франція                            | Ґрунт    | Емманюель Дерлі  | Луїс Філд Наталі Ерреман          | 6–0, 6–2      |
| Поразка   | 1.   | 23 вересня 1990 | Paris, Франція                            | Ґрунт    | Наталі Ерреман   | Крістін Годрідж Кіррілі Шарп      | 6–4, 3–6, 1–6 |
| Перемога  | 2.   | 5 травня 1991   | Таранто, Італія                           | Ґрунт    | Флоренсія Лабат  | Лаура Голарса Енн Гроссман        | 6–2, 7–5      |
| Поразка   | 2.   | 22 вересня 1991 | Paris, Франція                            | Ґрунт    | Жулі Алар-Декюжі | Петра Лангрова Радомира Зрубакова | 4–6, 4–6      |
| Перемога  | 3.   | 12 липня 1992   | Gastein Ladies, Австрія                   | Ґрунт    | Флоренсія Лабат  | Аманда Кетцер Вілтруд Пробст      | 6–3, 6–3      |
| Перемога  | 4.   | 26 липня 1992   | San Marino                                | Ґрунт    | Флоренсія Лабат  | Сандра Чеккіні Лаура Гарроне      | 7–6, 7–5      |
| Перемога  | 5.   | 30 серпня 1992  | Скенектаді, New York, USA                 | Тверде   | Флоренсія Лабат  | Джинджер Гелгесон Шеннен Маккарті | 6–3, 1–6, 6–2 |
| Поразка   | 3.   | 6 серпня 1995   | Southern California Open, California, USA | Тверде   | Сандрін Тестю    | Джиджі Фернандес Наташа Звєрєва   | 2–6, 1–6      |
| Поразка   | 4.   | 5 травня 1996   | Бол, Хорватія                             | Ґрунт    | Александра Фусаї | Лаура Монтальво Паола Суарес      | 7–6, 3–6, 4–6 |
| Перемога  | 6.   | 20 квітня 1997  | Japan Open (теніс), Японія                | Тверде   | Хіракі Ріка      | Керрі-Енн Г'юз Коріна Мораріу     | 6–4, 6–2      |
| Поразка   | 5.   | 16 січня 1999   | Moorilla Hobart International, Австралія  | Тверде   | Емілі Луа        | Маріан де Свардт Олена Татаркова  | 1–6, 2–6      |

## Фінали ITF

### Одиночний розряд (1-1)
| Турніри $100,000 |
| Турніри $75,000  |
| Турніри $50,000  |
| Турніри $25,000  |
| Турніри $10,000  |

| Результат | Ранг | Дата            | Турнір            | Покриття | Опонент in Final    | Рахунок in Final |
| Перемога  | 1.   | 21 березня 1988 | Байонна, Франція  | Тверде   | Наталі Герре-Спіцер | 6-3, 3-6, 7-5    |
| Runner–up | 2.   | 17 травня 1998  | Порту, Португалія | Ґрунт    | Анна Смашнова       | 2–6, 2–6         |

### Парний розряд Фінали (1-0)
| Результат | Ранг | Дата           | Турнір         | Покриття | Партнер        | Опоненти                           | Рахунок  |
| --------- | ---- | -------------- | -------------- | -------- | -------------- | ---------------------------------- | -------- |
| Перемога  | 1.   | 26 лютого 1990 | Вельс, Австрія | Ґрунт    | Паскаль Параді | Hana Fukarková Дениса Крайчовичова | 6-3, 6-2 |

## Результати особистих зустрічей з гравцями першої 10-ки рейтингу
- Ліндсі Девенпорт 0-1
- Домінік Монамі 0-1
- Аранча Санчес Вікаріо 0-1
- Серена Вільямс 1-0
- Анна Курникова 0-2
- Каріна Габшудова 1-0
- Штеффі Граф 0-2
- Амелі Моресмо 1-1
- Мартіна Навратілова 0-3
- Яна Новотна 0-3
- Іва Майолі 0-1
- Вінус Вільямс 0-2